# Forges (Seine-et-Marne)
Forges település Franciaországban, Seine-et-Marne megyében. Lakosainak száma 432 fő (2022. január 1.). Forges Saint-Germain-Laval, Valence-en-Brie, Échouboulains, La Grande-Paroisse, Laval-en-Brie és Montereau-Fault-Yonne községekkel határos.

## Népesség
A település népességének változása:
| Lakosok száma | 423  | 435  | 545  | 418  | 408  | 415  | 421  | 421  | 432  |
|               | 2013 | 2015 | 2016 | 2017 | 2018 | 2019 | 2020 | 2021 | 2022 |